# Radio SWH
Radio SWH — самый крупный коммерческий латвийский медиахолдинг. Зарегистрированный в Риге как акционерное общество в 1993 году. Первая коммерческая радиостанция в Латвии. Холдингу принадлежат радиостанции Radio SWH+, Radio SWH Rock, Radio SWH Spin и Radio SWH Gold. Всего выдано 19 лицензий на общенациональное вещание и 5 лицензий на местное вещание. На 2021 год единственным членом правления является Янис Шипкевиц. 
На осень 2014 года радиостанция Radio SWH с крупнейшей оборотом занимает четвертое место среди коммерческих радиостанций по размеру общей аудитории 183 тыс. На 2018 год данные исследовательской компании Kantar TNS показывают, что Radio SWH является четвертой по популярности станцией по времени прослушивания и охватывает 7,8% аудитории. Оборот компании составляет около 2,5 млн евро.

## История
Radio SWH была основана в 1993 году и до 2007 года руководителем был Зигмарс Лиепиньш.  В 1994 году параллельно радиовещанию «Radio SWH» (формат Hot Adult Contemporary) на латышском языке было создано Radio SWH + ориентированное на русскоязычную аудиторию и радиостанция классической музыки «Radio Amadeus». В 2001 году запущена рдиостанция Radio SWH Rock с программой рок-музыки. Летом 1996 года SWH получил право на общенациональное вещание.
Radio SWH с середины 2007 года принадлежит ирландской Media Holdings Group ООО Communicorp, которая управляет одной из крупнейших радиосетей в Центральной и Восточной Европе.
Впоследствии часть акций компании перешла в собственность ирландской медиагруппы Communicorp. Янис Шипкевичс стал руководителем радио. 24 сентября 2015 года Communicorp продала свою долю в Radio SWH компании Cinamon Holding, зарегистрированной в Эстонии и принадлежащей российской компании DLT Capital. Позже Татьяна Толстая стала владелицей 80 % акций Radio SWH.

## Radio SWH+
В 1994 году была основана русскоязычная радиостанция Radio SWH+. В основе программы радиостанции: хиты русскоязычной поп-музыки и авторские передачи латвийских ведущих, которые за годы работы в эфире SWH+ стали настоящими звёздами радиоэфира страны. Согласно последним рейтингам, SWH+ слушают 293 400 человек в Латвии, в том числе 127 100 в Риге. Главная студия радио SWH+ находится в Риге.
Основной диапазон вещания — 105,7 МГц FM. Также вещает в Даугавпилсе на частоте 107,2 Mгц FM, в Резекне на частоте 101,4 МГц FM, в Вентспилсе на частоте 87,9 МГц FM, в Лиепае на частоте 92,9 МГц FM, в Тукумсе на частоте 95,6 МГц FM и в Лиелварде на частоте 97,9 МГц FM.